# GITEX
GITEX (англ. Gulf Information Technology Exhibition) — ежегодная выставка, посвящённая информационным технологиям, проходящая в Объединённых Арабских Эмиратах в городе Дубай. Самая крупная выставка потребительской техники на Ближнем Востоке.